# Judas Priest
 (novembre 2022).
Judas Priest est un groupe britannique de heavy metal traditionnel, originaire de Birmingham. Formé en 1969 par le guitariste K. K. Downing et le bassiste Ian Hill, Judas Priest est l'un des groupes les plus influents de la scène heavy metal,,, notamment grâce à la voix au registre très étendu du chanteur Rob Halford, à son style musical caractérisé par l'utilisation de deux guitaristes solistes, et à ses performances scéniques hautes en pyrotechnie. Il est aussi reconnu comme l'un des inspirateurs de la new wave of British heavy metal. Le groupe est cité pour avoir popularisé le look « biker metal », avec ses habits de cuir et ses bracelets métalliques à clous. En 2007, le groupe recense plus de 45 millions d'albums vendus à travers le monde.
Le bassiste Ian Hill et le guitariste Glenn Tipton sont les deux seuls membres de la formation actuelle à avoir été présents sans interruption depuis le premier album du groupe. Depuis 2018, Glenn Tipton est remplacé par Andy Sneap durant les tournées, en raison de l'avancée de la maladie de Parkinson dont il est atteint depuis des années. Il reste cependant membre à part entière et participe encore à l'écriture et l'enregistrement des albums.

## Histoire

### Débuts (1969–1974)
C’est l’amitié liant Kenneth Downing et Ian Hill qui est à l’origine du groupe. Les deux hommes se connaissent presque depuis leur naissance : ils vont dans les mêmes crèche et école à West Bromwich. À l’adolescence, ils manifestent un intérêt commun pour la musique et en particulier Jimi Hendrix, Cream, The Who et The Yardbirds. C’est alors qu’ils décident d’apprendre la musique : Downing choisit la guitare, Hill quant à lui opte pour la basse. En 1970, un groupe local à peine connu nommé Judas Priest (en référence à la chanson de Bob Dylan : The Ballad of Frankie Lee and Judas Priest, tirée de l’album John Wesley Harding) se sépare. Alan Atkins, le chanteur de cette formation, contacte Hill et Downing dans l’espoir de rejoindre leur groupe. Ces derniers acceptent et adoptent même le nom de Judas Priest. Sous l’influence de Downing, le groupe évolue de ses influences blues originelles vers le hard rock puis vers le heavy metal.
Jusqu’en 1974, cette formation (encore sans batteur attitré) joue à Birmingham et dans les environs, en première partie de Budgie, Thin Lizzy ou encore Trapeze. Des problèmes financiers et des tensions avec leur management (IMA, la compagnie de Tony Iommi) entraînent le départ d'Alan Atkins et d'Alan Moore (assurant alors le poste de batteur). À cette époque, Hill fréquente une jeune fille de la ville voisine (Walsall) qui leur suggère de remplacer Atkins par son frère, alors chanteur du groupe Hiroshima : Robert Halford. Celui-ci est engagé, ainsi que John Hinch, son batteur. Le groupe, désormais plus stable, donne des concerts à un rythme de plus en plus soutenu à travers le Royaume-Uni (souvent en première partie de Budgie), et assure même des concerts en tant que tête d’affiche en Allemagne et en Norvège.

### Premiers succès (1974–1979)

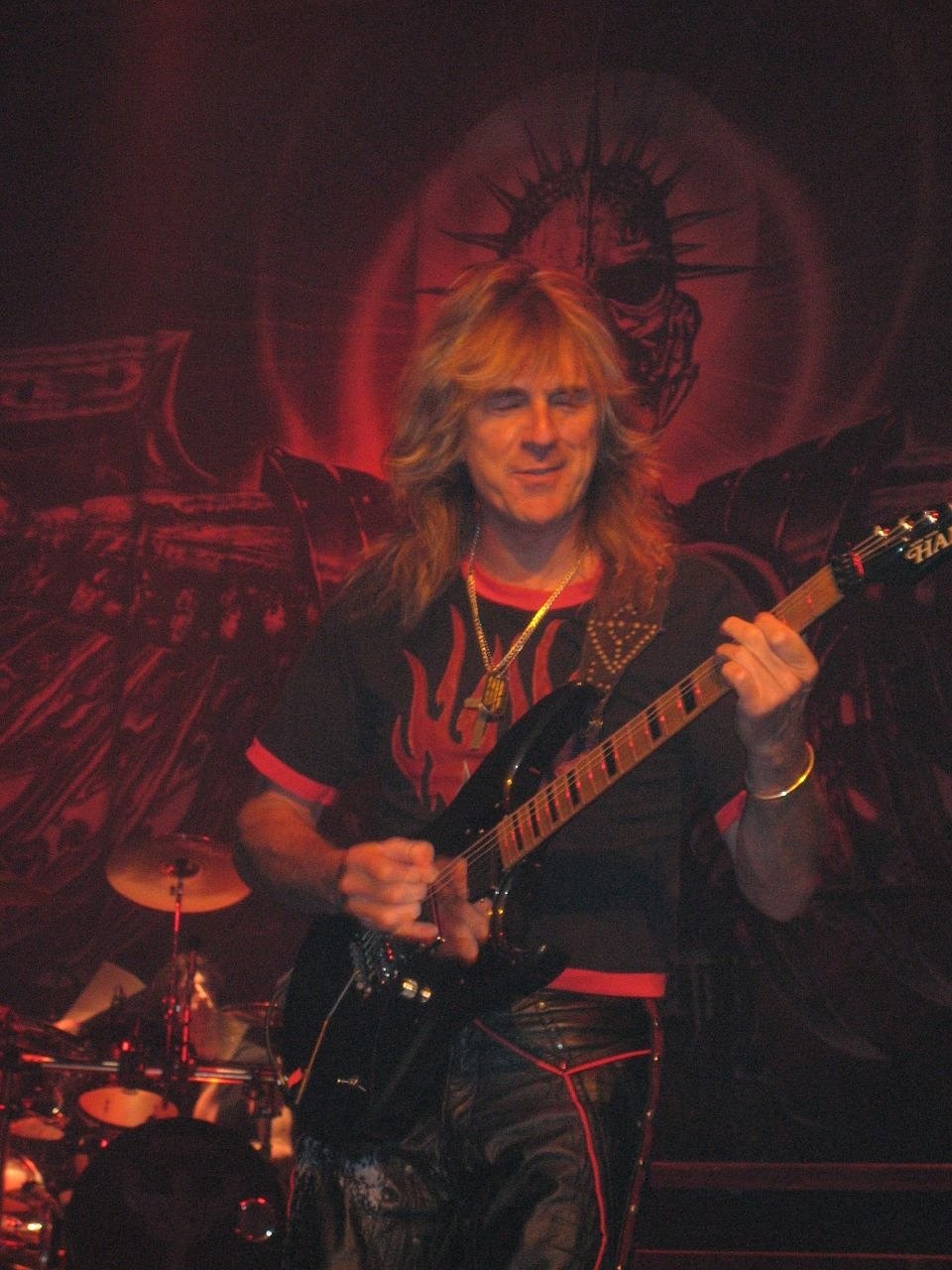
Glenn Tipton, ayant intégré le groupe en 1974.

Avant que le groupe n’entre en studio pour enregistrer son tout premier opus, la maison de disques suggère d’engager un autre musicien. Réticent à faire appel à un organiste ou un trompettiste, Downing choisit un second guitariste nommé Glenn Tipton, d’un groupe de Stafford. Selon les membres de Judas Priest eux-mêmes, il y eut des difficultés techniques durant l’enregistrement, et leur premier album Rocka Rolla souffre d’une qualité sonore horrible. Le management a également contribué à cet échec : selon le groupe, le producteur Rodger Bain (un professionnel dont la réputation n’était plus à faire, ayant déjà produit des albums pour des groupes renommés tels que Black Sabbath) prend trop d’importance dans la conception de l’album. Il évince de futurs classiques tels que Tyrant, Genocide, et The Ripper, et réduit considérablement un morceau comme Caviar and Meths, le faisant passer d'une chanson de dix minutes à un morceau instrumental de deux minutes).
Avec son deuxième album, le groupe acquiert expérience et confiance. Ses membres participent désormais à la production, et choisissent eux-mêmes leurs producteurs. Le résultat est Sad Wings of Destiny, sorti en 1976. Sur cet album figurent surtout des morceaux anciens, y compris le fameux Victim of Changes, une chanson combinant Whiskey Woman – un des morceaux emblématiques sur scène du premier Judas Priest (le groupe d'Al Atkins) depuis ses débuts – et Red Light Lady – un morceau de Hiroshima, le premier groupe de Halford. Ces premiers succès et un concert de légende donné au festival de Reading en 1975 leur amènent leurs premiers fans. Les trois albums suivants, Sin After Sin en 1977, Stained Class et Killing Machine (aussi connu sous le titre de Hell Bent for Leather) en 1978, explorent le genre heavy metal, faisant intervenir de musiciens de session tels que le batteur Simon Phillips ou encore Les (James Leslie) Binks. Killing Machine marque un tournant dans la carrière du groupe : les chansons sont désormais plus courtes et plus accessibles. Néanmoins, les rythmes implacables et puissants qui doivent être joués sur scène avec la même puissance que sur l'album amènent Les Binks (qui a composé Beyond the Realms of Death), un batteur au genre plutôt jazzy, à quitter le groupe, laissant sa place à Dave Holland (ex-Trapeze).
Avec ce line-up, Judas Priest enregistre douze albums et deux lives, avec des succès variables. Au total, le groupe recense plus de 50 millions d'albums vendus à l'international.

### Pic de popularité (1979–1991)

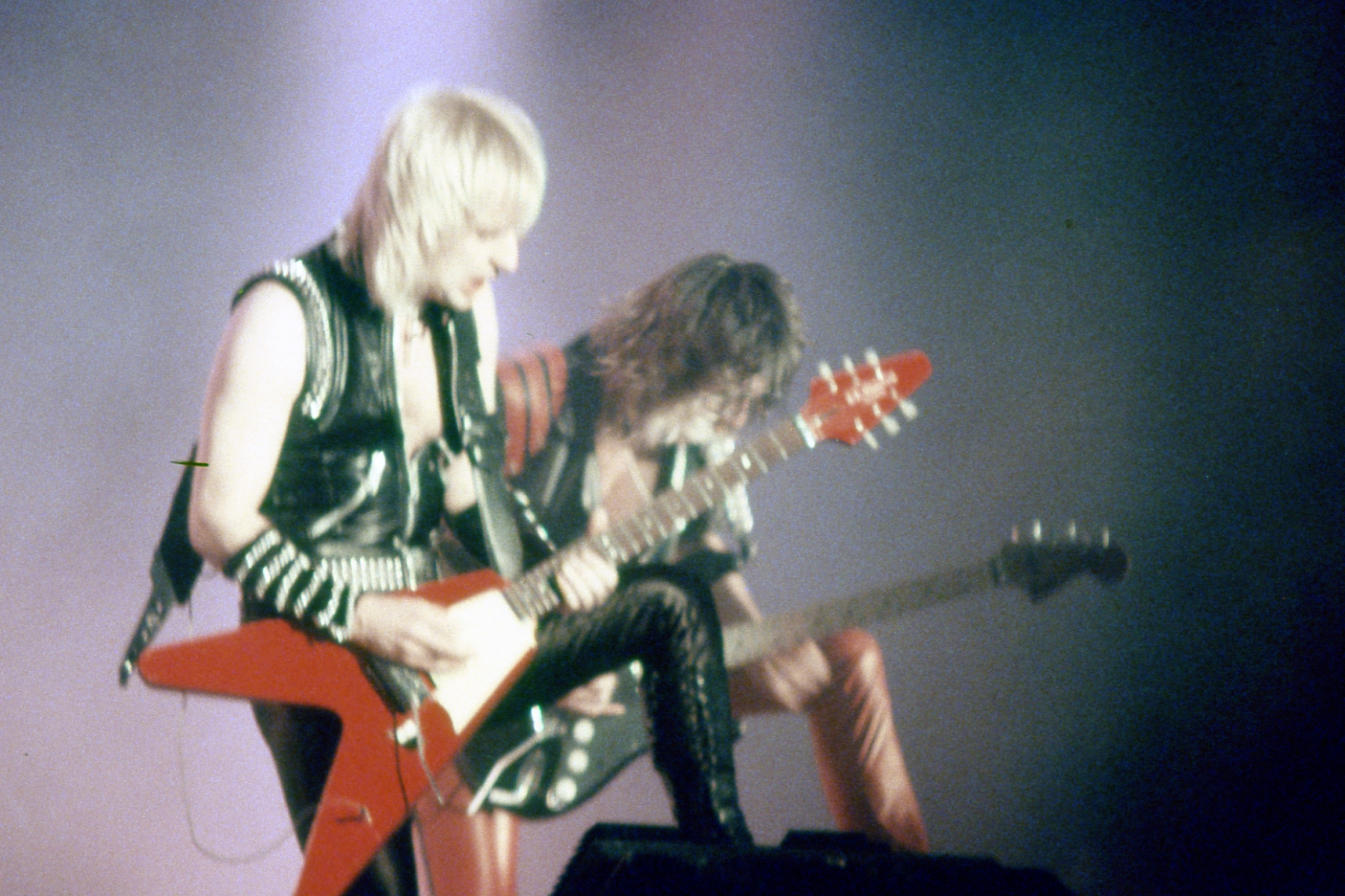
K.K Downing et Glenn Tipton en concert à Saint-Sébastien (Espagne), en 1984.

Après la sortie de Hell Bent for Leather, la tournée de cet album fait l'objet d'un album live : Unleashed in the East, enregistré en 1979. L'album est certifié disque de platine en novembre 1989 (le premier du groupe), et il est considéré comme l'un des meilleurs albums live de heavy metal des années 1970. Toutefois, à cette période, un grand nombre de fans surnomment l'album Unleashed in the Studio, l'album étant suspecté d'avoir été fortement retouché en post-production, par la pratique de l'overdubbing, voire d'être en fait un album studio auquel auraient été ajoutés des samples de bruits de foule pour faire croire à un live. À la fin des années 1990, Rob Halford, qui avait alors quitté le groupe, a affirmé que les parties instrumentales avaient été effectivement enregistrées en live, mais que sa partie vocale avait été mal captée, l'obligeant à la réenregistrer ; ce nouvel enregistrement aurait été réalisé en une seule prise, dans les conditions d'un concert. Quoi qu'il en soit, de nombreux classiques de Judas Priest sont présents sur cet album comme Diamonds and Rusts et The Ripper.
Au printemps 1980 sort un des albums de heavy metal les plus importants de l'époque : British Steel. Tirant parti des capacités du nouveau batteur, Dave Holland, les chansons deviennent plus courtes, ce qui contribue à leur popularité : des chansons telles que United, Breaking the Law et Living After Midnight passent régulièrement à la radio, et connaissent un succès immédiat. L'album suivant, Point of Entry, sorti en 1981, est conçu dans la même veine, mais la critique ne l'accueille pas aussi bien que son prédécesseur. Cependant, la tournée suivant cet album est un grand succès, auquel contribuent de nouvelles chansons comme Solar Angels et Heading Out to the Highway. Screaming for Vengeance est commercialisé en 1982 ; l'une de leurs chansons les plus populaires  You've Got Another Thing Coming, est alors régulièrement diffusée sur les radios nord-américaines, acquérant ainsi un énorme succès aux États-Unis. Des compositions comme Electric Eye et Riding on the Wind sont désormais des grands classiques de scène. De plus, cet album devient double disque de platine. Defenders of the Faith, sorti en 1984, est appelé sarcastiquement Screaming for Vengeance II par les fans, du fait de ses fortes ressemblances avec l'album précédent ; néanmoins, l'accueil est globalement favorable. La tournée qui suit est un succès, et, malgré l’absence notoire de single, l'album est quand même certifié disque de platine.
Turbo sort en 1986, durant la vogue du glam metal, et afin de rester dans l’air du temps, Judas Priest adopte un style vestimentaire plus « coloré » — mais reviendra à ses habituels clous et cuirs noirs dès l'album suivant. Les sonorités changent aussi, avec notamment l'utilisation de guitares-synthétiseurs. L’album est aussi disque de platine, et la tournée suivante se fait à guichets fermés. Cette tournée fait l’objet d’un nouvel album live : Priest... Live!. En 1988 sort l'album Ram it Down, avec des chansons ré-enregistrées datant de la période Turbo et un retour au son heavy metal des trois albums précédents, British Steel, Screaming for Vengeance et Defenders of the Faith. Mais pour certains commentateurs, Ram It Down montre surtout l'incapacité du groupe à rester éloigné du thrash metal. Cet album marque aussi la fin de la collaboration avec Dave Holland.

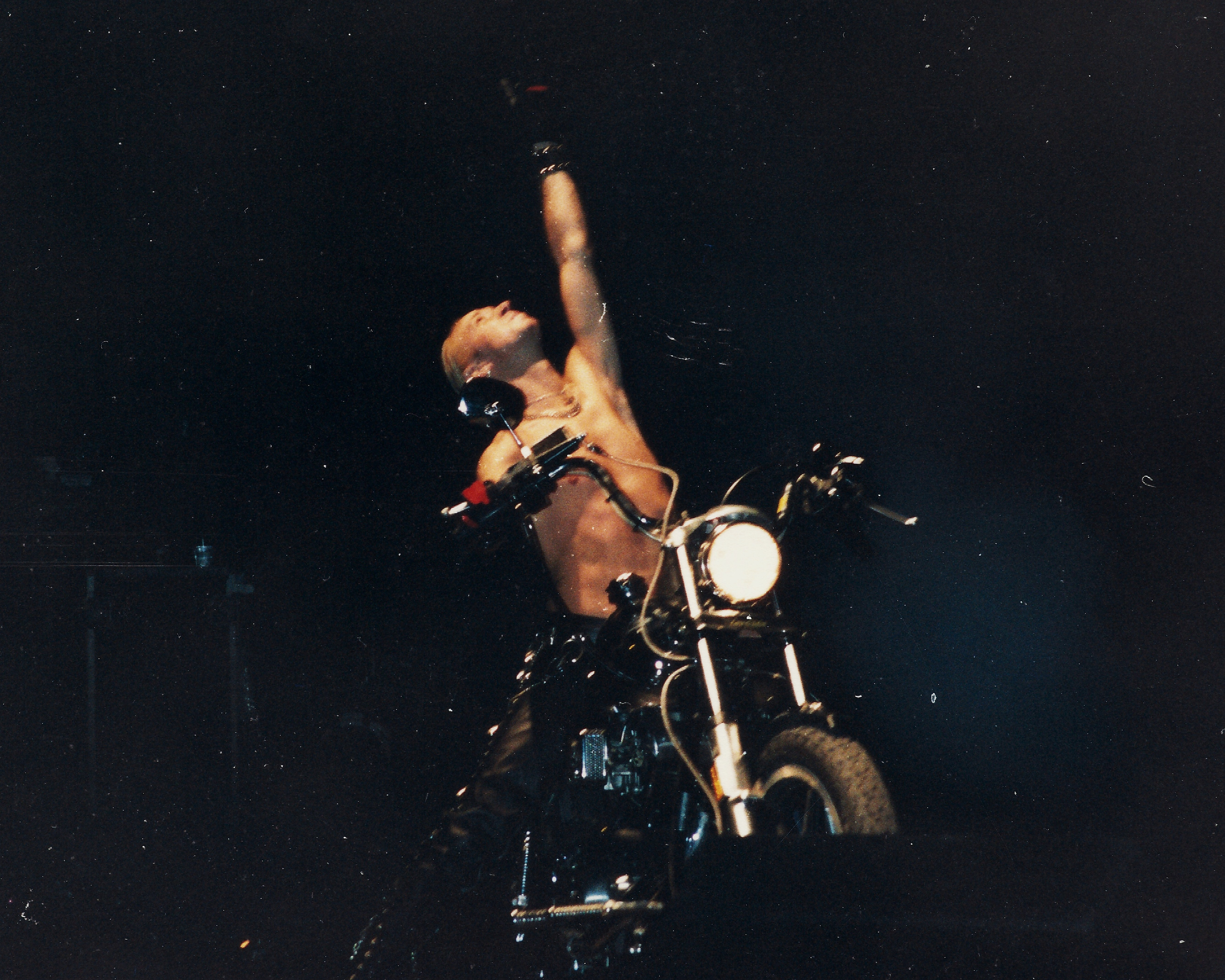
Rob Halford en 1988. La scénographie du groupe comprenait fréquemment des arrivées du chanteur à moto.

En 1990, tout change avec la sortie de Painkiller, album sur lequel œuvre un nouveau batteur, Scott Travis (précédemment membre de Racer X). Bien que n’ayant pas eu autant de succès que les précédents albums du groupe, celui-ci est très bien accueilli par les fans et la critique, et considéré comme le retour du groupe. Les synthétiseurs sont abandonnés (sauf pour la chanson A Touch of Evil). Une fois encore, la tournée suivant la sortie de l’album remporte un franc succès, avec des groupes prestigieux tels que Pantera, Megadeth et Sepultura en première partie ; le point d’orgue de la tournée est le concert au festival Rock in Rio de janvier 1991.
Durant un concert donné à Toronto, au Canada, en 1991, Rob Halford est assez gravement blessé : tandis qu’il arrive sur scène à moto, celle-ci heurte une marche cachée par des nuages de glace carbonique ; le chanteur tombe alors de la scène et se fracture le nez. Après avoir repris connaissance, il remonte sur scène et termine le concert, jouant toutes les chansons qui étaient prévues (Hill dira plus tard « il devait être à l'agonie »), puis est amené à l'hôpital seulement après. Par la suite, il déclare que l'accident est l'un des facteurs décisifs de son départ,.
Pendant presque cinq années, le groupe reste dans l’ombre, ne sortant aucun album depuis le grand succès Painkiller.

#### Procès des messages subliminaux
Durant l'été 1990, le groupe est inquiété dans l’affaire des conduites suicidaires de deux jeunes américains de Reno  James Vance (20 ans) et Raymond Belknap (19 ans), survenues en 1985 et ayant entraîné la mort de ce dernier. Le 23 décembre, Vance et Belknap sont allés dans la cour d’une église de Reno. Belknap s’est tiré un coup de fusil sous le menton et est mort sur le coup ; Vance a fait de même mais a survécu au coup de feu avec un visage mutilé. Il est mort trois ans plus tard, visiblement à cause des trop fortes doses d’analgésiques qu’il prenait depuis la survenue du drame. Les parents des deux garçons accusent le groupe d’avoir inséré des messages subliminaux inversés (des paroles cachées audibles en écoutant les chansons à l'envers) dans le morceau Better by You, Better than Me figurant sur l'album Stained Class (et qui est une reprise d'un morceau de Spooky Tooth). Ils prétendent que l’on peut y entendre les mots do it! (« fais-le ! »), qui auraient incité les jeunes hommes à se suicider. Le groupe est relaxé. Un des témoins de la défense, le docteur Timothy E. Moore, a écrit un article sur le procès dans le Skeptical Inquirer. Rétrospectivement Halford remarquait :

« Ce procès nous a complètement épuisés car nous luttions sans cesse contre des accusations qui ne relevaient que de purs mensonges. Aller au tribunal tous les jours et entendre des âneries fut une rude épreuve pour tous les membres du groupe. Les parents des victimes mentaient, de même que leurs avocats, et tout ça pour obtenir de l'argent ! C’était presque irréel ! Nous sommes heureux d'être sortis blanchis de ce procès, mais il nous aura quand même coûté près de 400 000 dollars, alors que nous n'avions rien à nous reprocher. Nous avons vraiment sauvé la réputation du heavy metal, car si nous avions été reconnus coupables, la face de cette musique aurait dramatiquement changé. Je peux jurer qu'il n'y a jamais eu de messages diaboliques dans nos chansons, mais l'accusation a tout fait pour démontrer le contraire. Ce qui me dégoûte, c'est que tout fut dirigé contre le heavy metal, car il est évident que la musique country n'aurait jamais été la cible des censeurs ! En fait, c'est tout le heavy metal qui fut vraiment en danger de mort, et Judas Priest constituait une cible idéale, surtout en raison de son image. Ce n'était ni plus, ni moins qu'une chasse aux sorcières. […] L'accusation ne cessait de répéter que nos chansons étaient truffées de messages diaboliques. Elle voulait nous faire croire qu'elle entendait des bêtises comme « Suck the Lord » (« Suce le Seigneur ») ou « commit suicide » (« suicide-toi ») ! Ken et moi [étions] horrifiés par tant de mauvaise foi […]. »

Le procès fait l’objet d’un documentaire sorti en 1991. Halford y dit que si lui et son groupe avaient voulu inciter leurs fans à se suicider, cela aurait été contre-productif, et ils auraient préféré insérer l’ordre : « Achetez plus de nos disques ». Halford a également soulevé un problème d’importance : en admettant qu'on entend bien do it! (« fais-le ») dans la chanson passée à l'envers, ce n’est pas un message en soi. Halford dit : « Oui… fais-le, mais faire quoi ? Tondre la pelouse ? Boire un coup ? Regarder la télévision... Faire quoi? » Il est aussi fait mention de ce procès dans un documentaire sur la censure aux États-Unis sorti en 1990 (traduit en français sous le titre de Danse avec le diable). Downing et Tipton sont interrogés, et Tipton déclare : « Vous vous rendez compte, à l’époque on avait à peine de quoi se payer à manger, alors assumer le coût de la technologie que nous sommes supposés avoir utilisée, c’est irréaliste. »
Le groupe américain de thrash metal Sacred Reich abordera cette affaire sur le disque The American Way avec le morceau Who's to Blame. Loin d'incriminer les groupes de heavy metal, ils mettent l'accent sur l'absence de perspectives pour la jeunesse et incriminent les parents trop occupés pour se rendre compte des problèmes de leurs enfants. C'est en substance ce qui dira également le chanteur Marilyn Manson dans le documentaire Bowling for Columbine, répondant à des accusations similaires selon lesquelles ses chansons auraient incité à commettre la tuerie en question.

#### Départ de Rob Halford
En 1991, après la triomphale tournée de l’album Painkiller, Halford quitte le groupe. Des rumeurs relatives à d’éventuelles tensions au sein du groupe et à l’homosexualité de Halford commencent à circuler dès la fin de l’année 1991. Halford quitte officiellement Judas Priest à l’été 1993 pour former un groupe de thrash metal du nom de Fight (dans lequel Scott Travis joue en tant que musicien de session). Il souhaitait former un nouveau groupe pour pouvoir composer dans des genres musicaux qu’il avait moins l’habitude d’explorer mais, à cause de ses obligations envers sa maison de disques, il n'a pu quitter Judas Priest qu’en 1993.
En dépit de tout cela, Halford collabore avec le groupe pour la sortie de la compilation Metal Works '73–'93, célébrant les vingt ans du groupe. Il figure aussi dans la vidéo du même nom, un documentaire sur l’histoire du groupe. En 1995, après seulement deux albums (War of Words en 1993 et A Small Deadly Space en 1995), le groupe Fight se sépare, à la suite de l'annulation de leur contrat par la maison de disques Epic Records, du fait de leur trop faible nombre de ventes. C'est à cette période que Halford s’associe avec Trent Reznor de Nine Inch Nails et John Lowery pour créer un nouvel album sous le nom de 2wo, dans un registre metal industriel. C’est également à cette époque, dans un entretien de 1998 diffusé sur MTV, que Halford annonce son homosexualité. Du fait des nombreuses rumeurs ayant circulé à ce sujet, ce n'est qu’une demi-surprise pour le public ; quant aux membres de Judas Priest, ils étaient au courant depuis longtemps.

### Ripper Owens (1996–2003)
Tim « Ripper » Owens, qui avait déjà chanté dans un groupe hommage à Judas Priest du nom de British Steel, est engagé en 1996 comme nouveau chanteur. De plus Scott Travis peut rejoindre le groupe, du fait de la séparation de Fight. Avec cette formation, le groupe fait paraître deux albums en studio, Jugulator et Demolition, ainsi que deux albums live : '98 Live Meltdown et Live in London (ce dernier étant également sorti en DVD). Jugulator s'est relativement bien vendu, mais Demolition est quant à lui un échec. En effet, selon la plupart des commentateurs, Tim Owens était certes capable d'égaler voire de dépasser les capacités vocales de Halford, mais était très loin de montrer autant de charisme et de magnétisme dans ses interprétations.

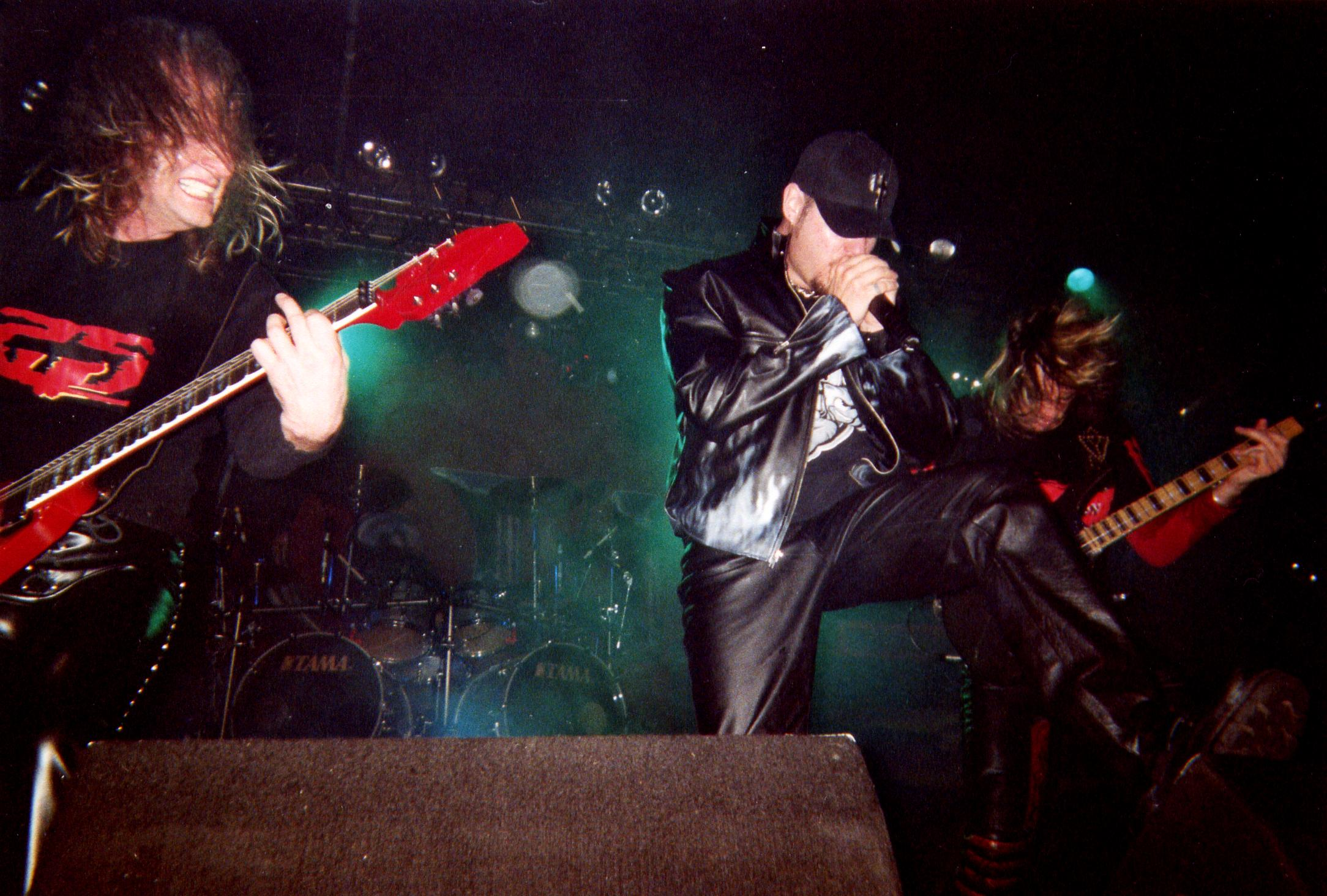
Judas Priest avec Tim Owens, Paris 2002.

L'évolution d'Owens, passé du statut de simple fan à celui de frontman, inspire le film Rock Star, sorti en 2001. Le film est essentiellement une fiction et ne contient que des similitudes superficielles avec l'évolution effective d'Owens au sein du groupe, mais Judas Priest se désolidarise quand même de ce film. Le film (avec Mark Wahlberg dans le rôle principal) est un échec aussi bien critique que commercial.
Du fait du désir de Halford de revenir à un heavy metal plus traditionnel, et de ses demandes restées vaines pour rejoindre Judas Priest, il quitte 2wo (après seulement un album Voyeurs) pour entamer un troisième projet solo, pour la première fois en son nom : Halford. Il s'agit d'une petite vengeance pour Halford, car son premier album, Resurrection, montre aux fans qu’il peut toujours composer du heavy metal traditionnel de grande qualité. La tournée suivant l’album est elle aussi un grand succès, et Halford, ainsi que Queensrÿche, assurent les premières parties pour Iron Maiden. En 2001 sort Live Insurrection, issu de cette tournée, et en 2002, le groupe Halford sort son deuxième album studio : Crucible.

### Retour de Rob Halford et renouveau (2003–2006)
Après presque douze ans de séparation et une demande de plus en plus forte des fans en faveur d’un retour de Halford, ce dernier et Judas Priest annoncent en juillet 2003 qu’ils vont à nouveau collaborer (ceci coïncide avec la sortie de Metalogy, une rétrospective publiée sous forme d'un coffret de quatre disques). Ils entament une tournée en Europe en 2004 et sont une des têtes d’affiche du festival Ozzfest. Ces deux tournées rencontrent un immense succès. L'album qui suit, Angel of Retribution, est commercialisé le 1er mars 2005 chez Sony/Epic Records, et est un important succès tant critique que commercial. Une tournée suit la sortie de cet album, avec un succès encore plus grand que les précédentes. Un des concerts de cette tournée se déroule au Nippon budōkan, à Tokyo, et donne lieu au DVD Rising in the East. Judas Priest et Tim Owens se sont séparés en bons termes, Owens ayant rejoint Iced Earth pour l’enregistrement de l'album The Glorious Burden, sorti en 2004 chez SPV GmbH. Ripper est aussi à l’origine d’un projet parallèle nommé Beyond Fear, dont le premier album éponyme sort en mai 2006, toujours chez SPV.
Quant au groupe Halford, la composition du quatrième album s'arrête. Cependant, après la tournée Retribution Tour, Halford annonce la fondation de sa propre maison de disques, Metal God Entertainment, avec laquelle il sortira entre autres ses propres albums. En novembre, par le biais du iTunes Store d'Apple, il distribue entièrement son répertoire remasterisé, incluant deux nouvelles chansons qui étaient semble-t-il déjà écrites pour le quatrième album de Halford : Forgotten Generation, et Drop Out.

### Nostradamuset départ de K. K. Downing (2006–2013)

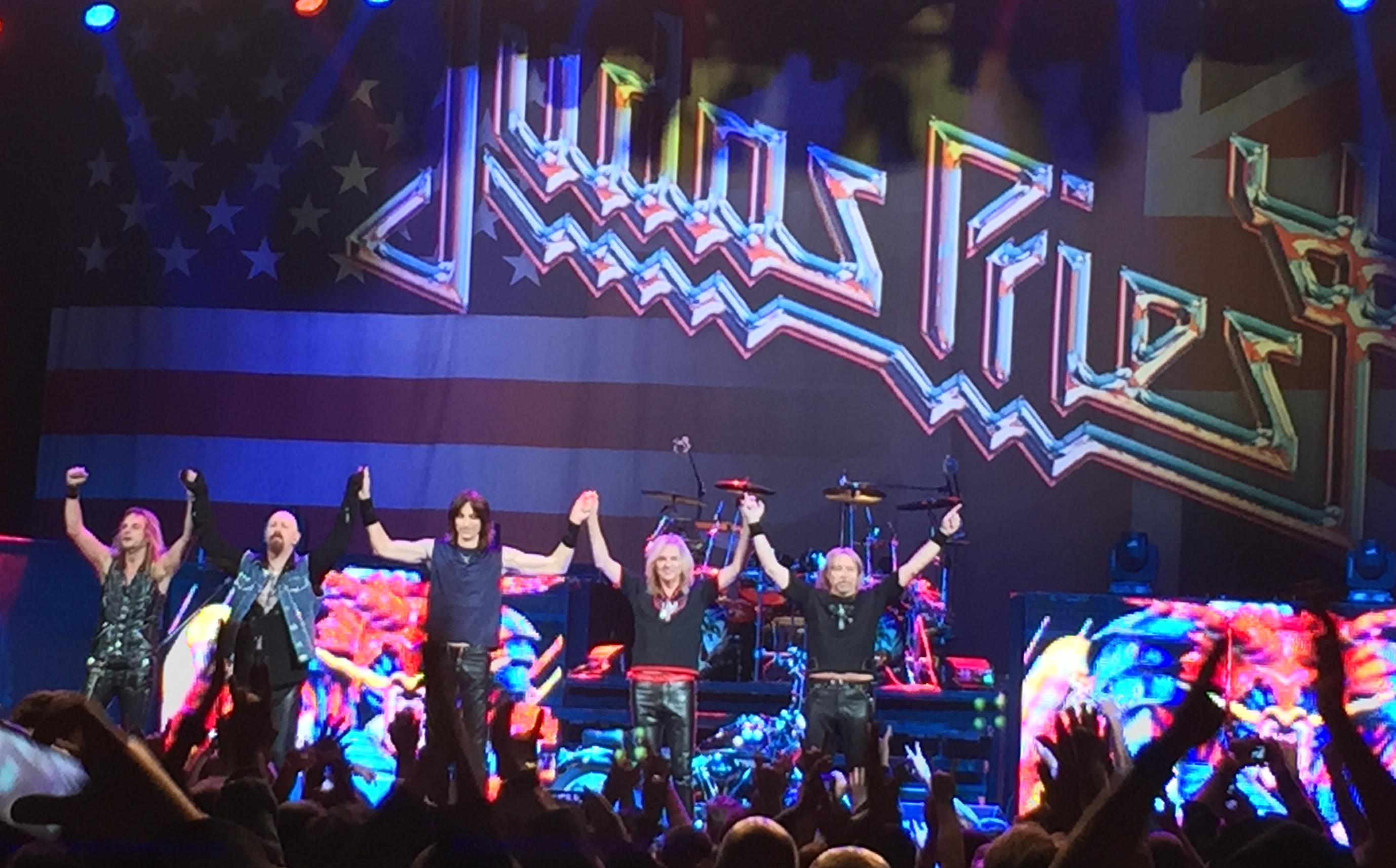
Judas Priest en concert lors de la tournée Redeemer of Souls, le 9 octobre 2014 au Barclays Center (Brooklyn, New York).

Entre le 13 et le 17 juin 2008 sort mondialement le nouvel album Nostradamus, dont les textes sont basés sur la vie et les prédictions du célèbre astrologue. Cet album, un opéra-metal et, en cela, l'album le plus ambitieux du groupe, est un changement de cap car assez expérimental. Le chant d'Halford se fait plus lyrique et moins agressif que sur les albums précédents, et des parties d'orchestre symphonique sont intégrées à la majorité des morceaux.
Le 7 décembre 2010, Judas Priest annonce une tournée d'adieu, l'Epitaph World Tour, devant commencer en 2011.
Le 27 janvier 2011, cependant, Judas Priest annonce l'écriture de nouvelles compositions. Le groupe clarifie également ses plans pour le futur, déclarant que ce n'est pas la fin du groupe mais qu'ils prévoient que cette tournée soit leur dernière tournée majeure. Le 20 avril 2011, le groupe annonce sur son site officiel le départ de K. K. Downing, qui sera remplacé par Richie Faulkner pour l'Epitaph World Tour. Le 19 juin 2011, le groupe se produit en tête d'affiche au Hellfest dans le cadre de sa tournée d'adieu. Le 13 septembre 2011, le groupe annonce ses plans pour la parution d'une nouvelle compilation, The Chosen Few, regroupant les chansons de Judas Priest choisies par d'autres grands noms du heavy metal.
Le 26 mai 2012, Judas Priest donne le dernier concert de l'Epitaph World Tour au HMV Hammersmith Apollo de Londres. Ce concert donne lieu au DVD Epitaph qui sort le 28 mai 2013. Le 5 juin 2013, Rob Halford confirme que l'Epitaph World Tour ne sera pas la dernière tournée du groupe. Le 22 décembre 2013, le groupe met en ligne un message sur son site officiel, confirmant la sortie d'un nouvel album en 2014.

### Redeemer of Souls(2014–2017)
Le 5 janvier 2014, Judas Priest apparaît dans l'épisode Steal this Episode de la série Les Simpson jouant la chanson Breaking the Law. Leur musique est décrite de façon erronée comme du death metal, genre caractérisé par un chant guttural, tout à l'opposé du registre suraigu de Rob Halford, une instrumentation nettement plus lourde que dans le 'eavy metal, et une prédominance de thèmes macabres. Les producteurs se sont excusés de cette bévue à l'occasion du gag du tableau noir d'un épisode ultérieur, faisant écrire à Bart Simpson : « Judas Priest n'est pas du Death Metal. »
Le 17 mars 2014, aux Ronnie James Dio Awards de Los Angeles, en Californie, Rob Halford annonce la fin de l'enregistrement du prochain album de Judas Priest. Le 28 avril 2014, le groupe met en ligne sur YouTube son nouveau single Redeemer of Souls. L'album éponyme sort en juillet 2014. Il se vend à environ 32 000 exemplaires aux États-Unis une semaine après sa parution, et atteint la 6e place du Billboard 200.
S'ensuit une tournée dont un des concerts se tient au festival Wacken Open Air. Ce concert est enregistré et filmé en vue d'une publication sous forme d'un album live et d'une vidéo, sortis respectivement en CD et DVD / Blu-Ray en mars 2016, sous le titre commun Battle Cry (titre d'un des morceaux de l'album Redeemer of Souls).

### FirepoweretInvincible Shield(depuis 2018)

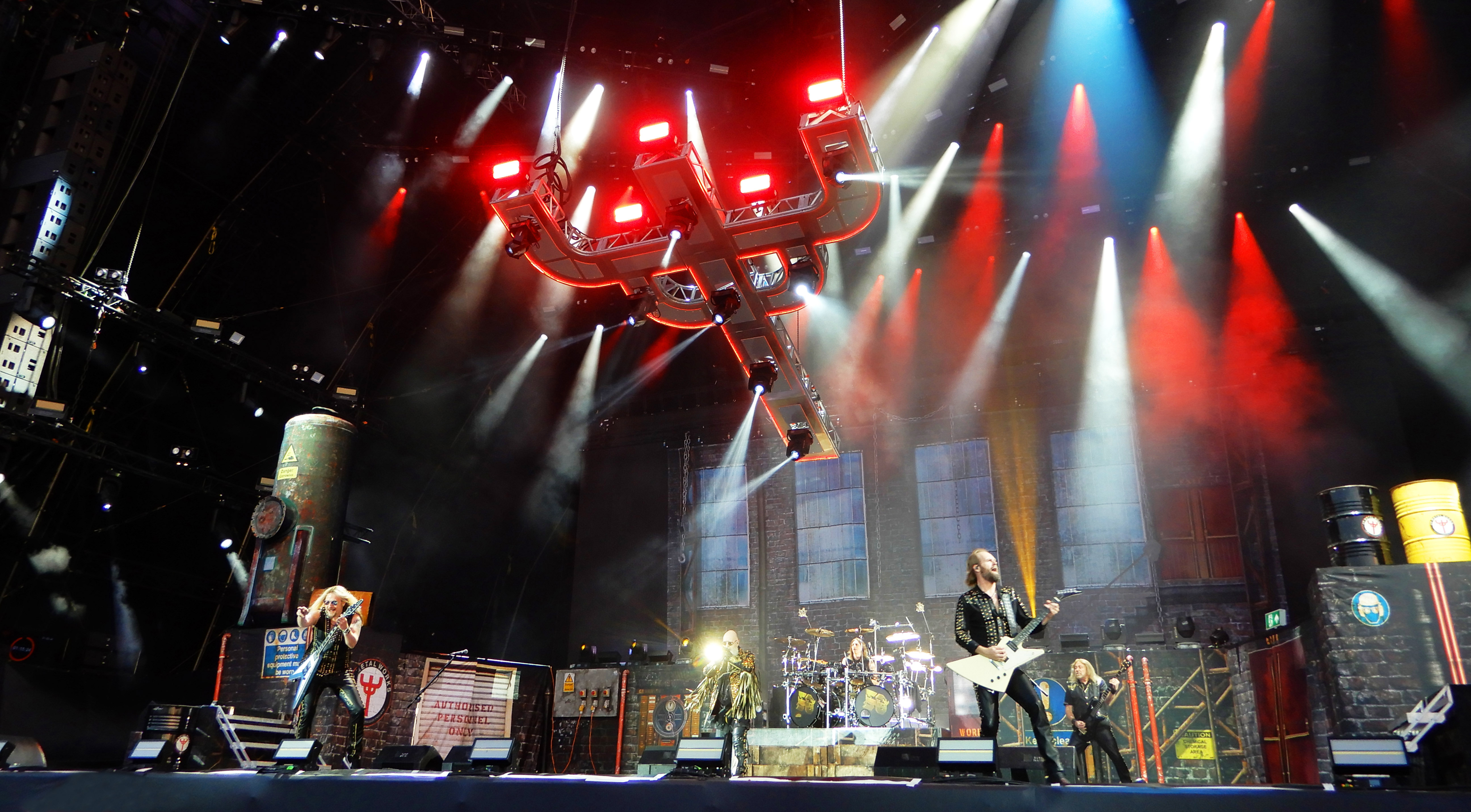
Judas Priest au Hellfest 2022

Le nouvel album du groupe, Firepower, sort le 9 mars 2018. Une première piste, intitulée Lightning Strike, est mise en ligne le 5 janvier 2018.
Dave Holland, le batteur du groupe entre 1979 et 1989 et qui a précédé à Scott Travis, meurt à Lugo, en Espagne, le 16 janvier 2018.
Après le départ de K. K. Downing en 2011, remplacé au pied levé par Richie Faulkner pour la tournée mondiale Epitaph, Judas Priest annonce le 12 février 2018 que Glenn Tipton, dernier guitariste original du groupe depuis 1974, ne participera pas à la tournée de l'album Firepower. Glenn serait atteint de la maladie de Parkinson, diagnostiquée près de dix ans auparavant, et dont l'évolution ne lui permettrait plus d'assurer la cinquantaine de dates prévues. Il passera donc le relais à Andy Sneap, producteur de l'album, pour assurer les dates de cette tournée. Glenn Tipton confirme néanmoins qu'il reste membre de Judas Priest, et qu'il remontera sur scène si sa santé le lui permet. Il apparaîtra alors sur un certain nombre de dates de la tournée pour interpréter quelques chansons avec le groupe.
Le 4 février 2020, Richie Faulkner annonce que Judas Priest est en cours d'écriture des morceaux du prochain album. Invincible Shield, l'album en question, sort le 8 mars 2024. Il a été très bien accueilli, notamment avec des chansons comme Panic Attack, Crown of Horns, Invincible Shield... Le groupe entame la tournée de promotion de l'album le 11 mars 2024 à Glasgow, en Ecosse pour la finir le 7 mai 2025 à Monterrey, au Mexique. La tournée passe en France, dans les villes de Lyon, Paris et Nancy, avec Saxon en premières parties,.  
Du 12 juin au 26 octobre 2025, le groupe sera encore sur la route dans le cadre de la tournée des 35 ans de l'album culte Painkiller, intitulée Shield of Pain, avec des passages en France, au Hellfest 2025 en juin et au festival de Carcassone en juillet. La setlist de cette tournée est composée de sept chansons de Painkiller, trois chansons du dernier album (dont deux qui n'ont jamais été jouées auparavant) ainsi que des classiques du groupe de plusieurs albums. Le groupe sera également présent en tant qu'invité spécial (avec Alice Cooper) lors du concert évènement des 60 ans de carrière du groupe de hard rock Scorpions au stade allemand Heinz von Heiden Arena situé à Hanovre, le 5 juillet .  
Le 15 avril 2025, le groupe annonce dans un communiqué officiel la disparition de leur batteur d'ancienne date, Les Binks, décédé un mois plus tôt le 15 mars 2025 à l'âge de 73 ans.

## Influences

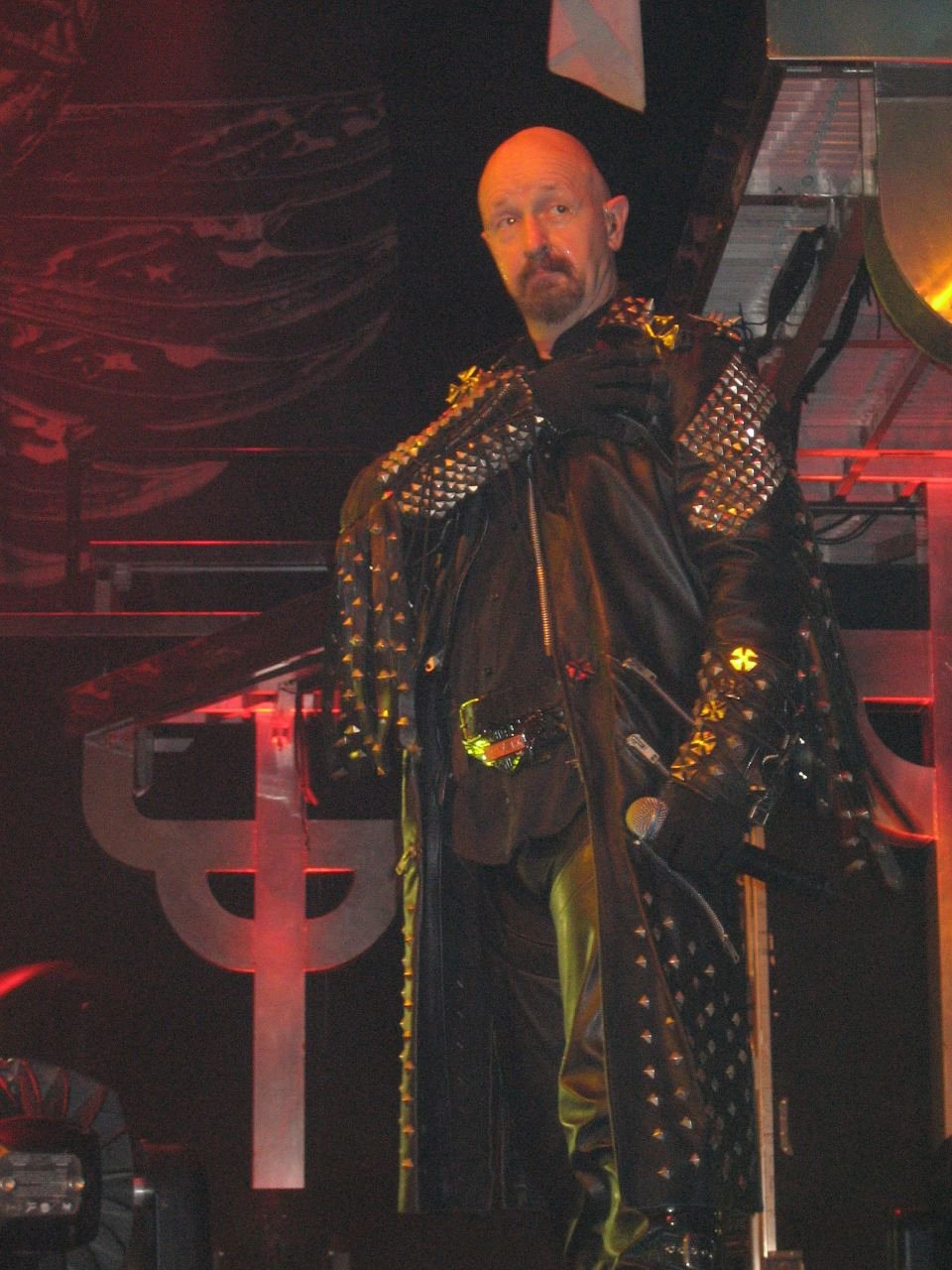
Look « cuir et clous » de Halford.

Judas Priest est l'un des premiers groupes à arborer un duo de lead guitars, – formule que l'on retrouve aussi à l'époque chez Saxon et Iron Maiden (devenu même un trio depuis 2000/2001) – avec K. K. Downing et Glenn Tipton. Cette particularité, s'inspirant elle-même du duo de guitare et d'orgue de Deep Purple (comme sur le morceau Speed King), s'est combinée avec la voix singulièrement aiguë et expressive de Rob Halford, qui n'hésite pas à pousser des cris de colère ou de mélancolie, pour forger le style du groupe, souvent cité pour son influence majeure sur le heavy metal ; le travail des deux guitaristes solistes a par ailleurs inspiré les groupes de speed metal et de thrash metal. Un autre trait caractéristique du groupe est le jeu complémentaire des guitares rythmiques, qui ont un rôle essentiel dans les genres spécialisés du heavy metal. Bien que Wishbone Ash ait déjà utilisé un style similaire au « duel de guitares » avant Judas Priest, cette technique fait partie intégrante de Judas Priest et en devient un élément emblématique. Depuis que Judas Priest l'a incorporé et systématisé, ce procédé est devenu un trait standard du heavy metal.
Le groupe innove également par son tempo plus rapide que les autres formations heavy metal apparues à la même époque, et par le son typiquement « métallique » des guitares. La structure des morceaux est très diverse, pouvant aller d'un air simple et immédiatement mémorisable (Starbreaker, The Ripper, White Heat, Red Hot) à des pièces plus longues et sophistiquées, au tempo varié (Victim of Changes, Run of The Mill, Beyond the Realms of Death). Quelques compositions, comme Exciter en 1978, sortent du lot par leur férocité brute et leur vitesse ; d'autres, comme Dissident Aggressor, Sinner ou Tyrant sont considérées comme les chansons les plus heavy de leur époque, et encore aujourd'hui comme des classiques du style.
À partir de Killing Machine, sorti en 1978, s'entame un changement progressif de direction artistique, avec une production plus lisse, influencée par le son des groupes nord-américains. L'album suivant, British Steel, accentue ce changement plus nettement encore, et est peut-être le premier disque de heavy metal enregistré pour la radio, constitué de morceaux concis, calqués sur les standards de la pop. Point of Entry est plus difficile à définir, avec des chansons globalement maussades. Comme l'a admis plus tard Glenn Tipton, Point of Entry avait la dure tâche de succéder à des classiques du genre, mais a échoué. Screaming for Vengeance (17 juillet 1982) et Defenders of the Faith (4 janvier 1984) offrent une intensité renouvelée combinée à une production parfaite pour continuer de façonner le heavy metal. Turbo (15 avril 1986) introduit les synthétiseurs dans un metal traditionnel. Ram It Down, sorti en 1988 (et constitué en partie de ce qui aurait dû être la seconde moitié de Turbo), susicte une faible attention au niveau commercial. Le style y est plus heavy que celui de Turbo, mais les synthétiseurs sont encore présents.
Pour Painkiller (1990), Judas Priest retourne à un style plus direct, mettant l'accent sur la virtuosité technique et l'utilisation quasi permanente de la double grosse caisse de batterie. Ce disque représente le côté le plus lourd et intense du groupe, avec une multiplication des cris sur-aigus et déchirants de Rob Halford sur certains morceaux. Après le départ de Rob Halford, Judas Priest sort deux albums avec Tim « Ripper » Owens : Jugulator (1997), en dépit de critiques mitigées, contient le morceau épique Cathedral Spires, devenu l'une des chansons les plus populaires de Tim Owens ; Demolition (2001) suscite une nouvelle désillusion, même s’il constituait un autre retour à un format d'album basique.
Angel of Retribution est le premier album avec Rob Halford au sein de Judas Priest depuis 1990 et contribue au renouveau actuel du heavy metal classique. Il contient des chansons dans le style classique du groupe, comme Judas Rising et Lochness, une ballade, et par ailleurs la plus longue composition du groupe. Judas Priest influence de nombreux musiciens de heavy metal sur trois générations, tant au niveau du son que de la technique. MTV.com a nommé Judas Priest comme le deuxième groupe de heavy métal le plus influent, juste derrière Black Sabbath (lequel est avec Deep Purple un des principaux groupes ayant influencé Judas Priest).
L'influence du groupe n'est pas seulement musicale : Judas Priest est aussi connu pour avoir révolutionné la mode vestimentaire du heavy metal. Dès 1978 (année de sortie de Killing Machine), Rob Halford commence à incorporer à son look un mélange des genres macho / biker / sado-masochiste, suivi par le reste du groupe. Ces éléments deviennent rapidement une caractéristique courante dans ce style, et bientôt d'autres chanteurs, comme Paul Di'Anno du groupe Iron Maiden ou Klaus Meine du groupe Scorpions, commencent à arborer des vestes de cuir et des bracelets à clous, les membres de Saxon s'habillent de vêtements moulants, et de nombreux autres groupes – en particulier ceux de la NWOBHM et plus tard du mouvement black metal – intègrent des éléments du style de Halford. Cela concourt à un surcroît de visibilité et de popularité du metal à partir du début des années 1980, d'abord dans le milieu underground, puis auprès du grand public. Encore aujourd'hui[Quand ?], ce look « cuir et clous » reste arboré par de nombreux musiciens et fans de metal.

## Membres

### Membres actuels
- Ian Hill : basse (depuis 1970)
- Rob Halford : chant (1973–1991, depuis 2003)
- Glenn Tipton : guitare, clavier, synthétiseur (depuis 1974, ne participe plus aux concerts depuis 2018)
- Scott Travis : batterie, percussions (depuis 1989)
- Richie Faulkner : guitare (depuis 2011)

### Musiciens de concert
- Andy Sneap : guitare, chœurs (depuis 2018)

## Discographie
- 1974 : Rocka Rolla
- 1976 : Sad Wings of Destiny
- 1977 : Sin After Sin
- 1978 : Stained Class
- 1978 : Killing Machine
- 1980 : British Steel
- 1981 : Point of Entry
- 1982 : Screaming for Vengeance
- 1984 : Defenders of the Faith
- 1986 : Turbo
- 1988 : Ram It Down
- 1990 : Painkiller
- 1997 : Jugulator
- 2001 : Demolition
- 2005 : Angel of Retribution
- 2008 : Nostradamus
- 2014 : Redeemer of Souls
- 2018 : Firepower
- 2024 : Invincible Shield

## Apparitions

### Séries télévisées
En 1999, You've Got Another Thing Comin' figure sur la bande son de l'épisode 13 de la saison 2 de Sex and the City[réf. nécessaire].
En 2014, le groupe apparaît dans l'épisode Steal This Episode de la série Les Simpson, jouant la chanson Breaking the Law.

### Jeux vidéo
En 2002, la chanson You've Got Another Thing Comin' figure dans le jeu Grand Theft Auto: Vice City, diffusée sur la chaîne de radio fictive Vrock. En 2006, la chanson You've Got Another Thing Comin apparaît également dans le jeu Prey, parmi les morceaux du juke-box d'un bar. En 2007, la chanson Electric Eye apparaît dans le jeu Grand Theft Auto: Vice City Stories, diffusée sur la chaîne de radio fictive Vrock. En mai 2009, la chanson Hell Bent for Leather est intégrée au jeu Guitar Hero: Metallica. En 2009, la chanson Painkiller est intégrée aux jeux Guitar Hero: Van Halen et Rock Band Unplugged sortis sur PlayStation Portable. En octobre 2009, plusieurs chansons du groupe apparaissent dans le jeu Brütal Legend : Leather Rebel, Battle Hymn / One Shot at Glory, Painkiller, et The Hellion / Electric Eye.
À la sortie du Judas Priest Song Pack, DLC du jeu Rocksmith, les chansons Breaking The Law, Painkiller, Living After Midnight, et You've Got Another Thing Comin' sont jouables[réf. nécessaire]. En 2016, le titre Turbo Lover apparait dans la bande musicale du jeu Watch Dogs 2 d'Ubisoft[réf. nécessaire].

### Autres
En 2010, leur chanson Love Bites fait une apparition dans le DVD de BMX Anthem II (avec Mike Aitken).